# Cratere Porter (Marte)
Porter è un cratere sulla superficie di Marte.
Il cratere è dedicato al progettista statunitense di telescopi Russell Williams Porter.